# Lee Chamberlin
Lee Chamberlin, pseudonimo di Alverta LaPallo (New York, 14 febbraio 1938 – Chapel Hill, 25 maggio 2014), è stata un'attrice statunitense.

## Vita
Chamberlin è nata a New York. Era figlia di Ida Roberta e Bernando LaPallo.
Ha frequentato la scuola elementare di Our Lady of Lourdes ad Harlem, e la Cathedral High School a Manhattan. Successivamente, ha studiato presso la NYU e la Sorbona a Parigi. Ha iniziato a praticare come attrice ad HB Studio, a New York, con Uta Hagen.

## Carriera
Lee ha iniziato la sua carriera nel 1968 in Slave Ship, una produzione basata sulle righe di LeRoi Jones, meglio conosciuto come Amiri Baraka. È apparsa al The Orpheum Theatre in una produzione musicale chiamata Do Your Own Thing, basata sul Twelfth Night di Shakespeare, ed in una produzione di Broadway, The Believers. Ha interpretato Cordelia in King Lear  di James Earl Jones nel 1974 nel Delacorte Theatre al festival New York Shakespeare in the Park. Ha vinto 6 AUDELCO Awards al Black Theater il 21 novembre 1988, per la sua produzione musicale Struttin’, suonata al Rosetta LeNoire AMAS Repertory Theater. È anche apparsa nella commedia Hospice prodotta all'Henry Street Settlement Theatre di Lower Manhattan.
Ha scritto e recitato nella sua opera teatrale Objects in the Mirror are Closer than They Seem prima a Miami, in Florida, e successivamente nel 2010 come parte della serie Counter di The Kitchen Theatre a Ithaca, New York dal 10 al 14 febbraio in uno spettacolo al tutto esaurito. Lo spettacolo è stato diretto da Rachel Lampert. Chamberlin ha fondato un'organizzazione senza scopo di lucro, Lee Chamberlin's Playwrights 'Inn Project Inc., stabilendola in Francia per sostenere il lavoro dei drammaturghi afroamericani.
Chamberlin ha fatto regolarmente l'attrice durante i primi due anni della stimata serie The Electric Company, e ha fatto apparizioni nelle serie televisive  What's Happening!!, Diff'rent Strokes, e NYPD Blue. Nel 1979, ha interpretato la moglie del personaggio di James Earl Jones nel dramma poliziesco di breve durata Paris. In particolare ha interpretato Odile Harris in Roots: The Next Generations (1979). Il suo primo ruolo ricorrente in una grande sitcom televisiva è stato quello di Lucy Daniels in All's Fair dal 1976 al 1977. Negli anni '70 è apparsa in spettacoli come Lou Grant e James.
All'inizio degli anni '80, è apparsa in Time Out. Altre comparse minori negli anni '80 includevano Ryan's Four e Beat Street.  Nel 1994, ha interpretato il Comandante Della Thorne in Viper. Nel 1998, ha interpretato il dottor Timmi in The Practice e il giudice Leslie Battles in To Have and To Hold.
Nel 1999, è apparsa su Moesha e NewsRadio con il ruolo della signora Leveaux. Nel 2000 è apparsa in City of Angels e Da un giorno all'altro col ruolo di Mrs. Samuels. Dal 1982 al 1990, Chamberlin ha interpretato Angela Baxter Hubbard in All My Children. Nel 1997, è apparsa in Diagnosis Murder interpretando la giudice Gwen Mosford. Nel 2002, è apparsa negli episodi di Touched by An Angel and Judging Amy.
Il suo primo ruolo in un film è stato con una piccola parte in Voglio la libertà con protagonista Barbra Streisand.  Ha avuto un ruolo di primo piano come Madame Zenobia nel film Uptown Saturday Night e nel seguito Let's Do it Again. È apparsa anche in diversi film televisivi tra cui Long Journey Back (1978), Brave New World (1980) e Once Upon A Family (1980). Il suo ultimo ruolo cinematografico è stato nel cortometraggio Habeaus Corpus (2013).

## Morte
Chamberlin è morta di cancro all'età di 76 anni il 25 maggio 2014 a Chapel Hill, in North Carolina.

## Filmografia parziale

### Cinema
- Voglio la libertà (Up the Sandbox), regia di Irvin Kershner (1972)
- Uptown Saturday Night, regia di Sidney Poitier (1974)
- Let's Do It Again, regia di Sidney Poitier (1975)
- Brave New World, regia di Burt Brinckerhoff (1980)

### Televisione
- The Electric Company - serie TV, 260 episodi (1971-1973)
- Paris - serie TV, 13 episodi (1979-1980)
- Radici (Roots) - miniserie televisiva, 1 episodio (1979)
- La valle dei pini (All My Children) - soap opera, 52 episodi (1983-1985)
- Beat Street - film TV (1984)
- Quando si ama (Loving) - soap opera, 13 episodi (1994-1995)
- The Practice - Professione avvocati (The Practice) - serie TV, 2 episodi (1998)
- The District - serie TV, episodio 1x15 (2001)
- Giudice Amy (Judging Amy) - serie TV, episodio 3x21 (2002)

## Doppiatrici italiane
Nelle versioni in italiano delle opere in cui ha recitato, Lee Chamberlin è stata doppiata da:
- Livia Giampalmo in Radici
- Paola Del Bosco in The District